# Cristiano Dal Sasso

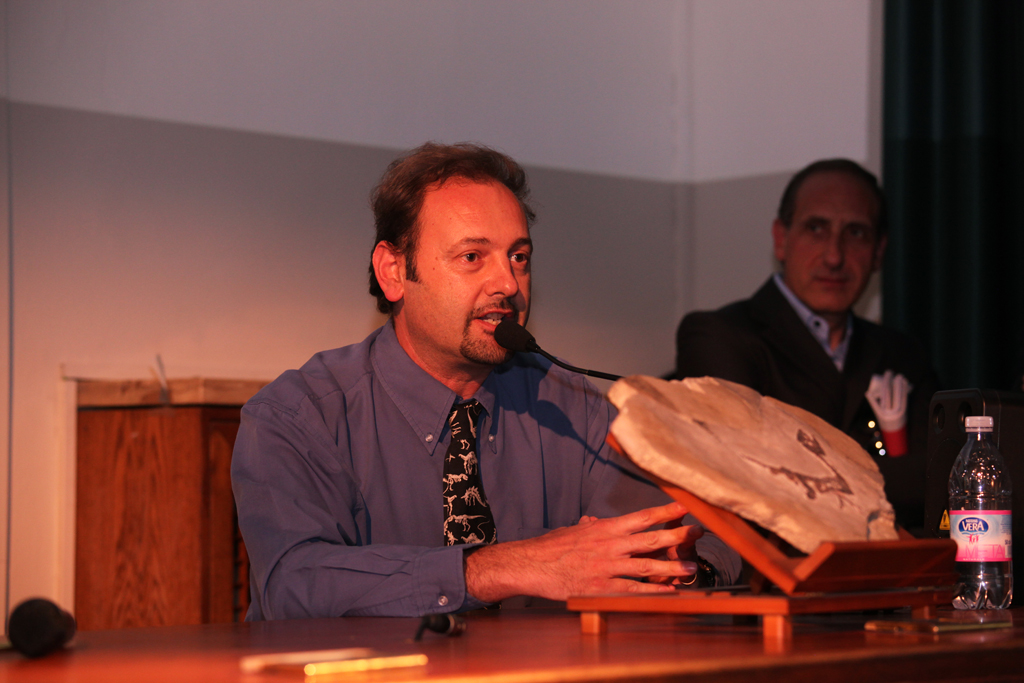
Cristiano Dal Sasso, 2012

Cristiano Dal Sasso (* 12. September 1965) ist ein italienischer Paläontologe.
Dal Sasso hat Naturwissenschaften studiert und arbeitet seit 1990 in der Abteilung Paläontologie der Wirbeltiere des Museo Civico di Storia Naturale di Milano („städtisches Museums für Naturgeschichte von Mailand“). Er ist technischer Koordinator der Grabungen in den Trias-Schichten in Besano. Neben bekannten populärwissenschaftlichen Büchern hat er auch zahlreiche wissenschaftliche Arbeiten veröffentlicht, darunter die Erstbeschreibungen dreier Gattungen:
- Scipionyx, der erste in Italien gefundene Dinosaurier,
- Besanosaurus, ein circa sechs Meter langer Ichthyosaurier,
- ein mariner Waran, der als Vorläufer der Schlangen gilt.

Zusammen mit dem ebenfalls am naturhistorischen Museum in Mailand tätigen Paläontologen Simone Maganuco hat er Teile eines Spinosaurus aegyptiacus in einer vom Museum erworbenen Privatsammlung entdeckt.

## Bücher
- Cristiano Dal Sasso: Animals (Beginnings, Origins & Evolution), Belitha Press, London (1994) ISBN 1-85561-378-6
- Cristiano Dal Sasso: Dinosaurs of Italy, Indiana Univ. Pr., Bloomington, Indiana, USA. (2005), ISBN 0-253-34514-6